# Горки (Андреевское сельское поселение)
Го́рки — деревня (бывшее село) в Александровском районе Владимирской области. Входит в состав муниципального образования Андреевское сельское поселение.

## География
Находится на расстоянии около 5,5 км на северо-восток от посёлка Майский и на расстоянии около 5,5 км на север от села Андреевское — административного центра Андреевского сельского поселения.
Деревня расположена перпендикулярно к северному берегу реки Малый Киржач.
Деревня состоит из одной длинной улицы, вдоль которой с обеих сторон стоят частные дома.
Напротив, на противоположном берегу той же реки, примерно в пятистах метрах, вдоль берега расположена деревня Новинки.
Сегодня две деревни связаны между собой металлическими автомобильным и пешеходным мостами, которые во время паводка могут становиться непроходимыми. 

## История

### Троицкий храм
В одном из концов деревни, на самой высокой горе находится полуразрушенный Храм Троицы Живоначальной в Горках и рядом с ним действующее сельское кладбище.
Храм был основан не позже XVI века, в 1827 году храм был выстроен из кирпича.
Здание храма выстроено в стиле классицизма. Главный престол храма был посвящён Св. Троице, в трапезной части также размещался Петропавловский придел.
С середины XX века храм заброшен и не используется, колокольня сломана.

## Население
| 1859 | 1905 | 1926 | 2002 | 2010 | 2021 |
| ---- | ---- | ---- | ---- | ---- | ---- |
| 165  | ↗186 | ↗192 | ↘9   | ↗10  | ↘2   |

## Транспорт
С административным центром Андреевского сельского поселения — селом Андреевское, деревня Горки связана, проходящей через деревню Новинки, кратчайшей просёлочной дорогой, становящейся непроезжей в межсезонье.
С районным центром — городом Александров, деревня связана автомобильным сообщением по районной асфальтовой дороге проходящей из города Александров в посёлок Годуново.
По дороге регулярно проходят рейсовые автобусы.